# Jaderná elektrárna Robinson
Jaderná elektrárna Robinson (anglicky Robinson Nuclear Generating Station) je provozní jadernou elektrárnou ve Spojených státech. Leží poblíž města Hartsville v Darlington County ve státě Jižní Karolína. Elektrárnu vlastní a provozuje společnost Progress Energy. Reaktor elektrárny dodala a vybudovala americká společnost Westinghouse. Elektrárna byla pojmenována po H. Burtonovi Robinsonovi, bývalém výkonném viceprezidentovi společnosti Carolina Power & Light. V době spuštění se jednalo o největší jadernou elektrárnu na světě. Ke chlazení reaktoru se používá voda z 910 hektarů velkého jezera Robinson.

## Historie a technické informace

### Reaktor
Výstavba jediného bloku započala dne 13. dubna 1967. Jedná se o třísmyčkový tlakovodní reaktor typu Westinghouse M312. Jeho hrubý výkon je 780 MW a čistý výkon po odpočtu vlastních potřeb bloku je rovných 700 MW. Do sítě byl poprvé blok připojen dne 26. září 1970 a do komerčního provozu přešel dne 7. března 1971. Reaktor má provozní licenci od NRC co 31. července 2030.

### Okolní obyvatelstvo
NRC definuje dvě zóny havarijního plánování kolem jaderných elektráren. První o poloměru 16 kilometrů, která se týká především vystavení radioaktivní kontaminace vzduchu a poté druhou o poloměru 80 kilometrů, jež se zabývá kontaminací potravin a vody.
Podle studie NRC zveřejněné v srpnu 2010 byl odhad každoročního rizika zemětřesení dostatečně silného na to, aby způsobilo poškození aktivní zóny reaktoru 1 ku 66 667.

## Informace o reaktorech
| Reaktor    | Typ reaktoru      | Výkon  | Výkon  | Zahájení výstavby | Připojení k síti | Uvedení do provozu | Uzavření |
| Reaktor    | Typ reaktoru      | Čistý  | Hrubý  | Zahájení výstavby | Připojení k síti | Uvedení do provozu | Uzavření |
| ---------- | ----------------- | ------ | ------ | ----------------- | ---------------- | ------------------ | -------- |
| Robinson-1 | Westinghouse M312 | 700 MW | 780 MW | 13. 4. 1967       | 26. 9. 1970      | 7. 3. 1971         |          |